# Варварівка (Іллінці)
Варварівка (раніше Барбарівка) — місцевість у місті Іллінці. У 1986 році ліквідована сільська рада і село включено в межі міста Іллінці.

## Походження назви
Згадується у XVII ст. як околиця містечка Лінці Барбарівка — власність Барбари Санґушкової. За однією з версій, село заснували скоморохи, народні бродячі актори, лицедії.

## Історичні відомості

### Царські часи
Село згадується в історичних джерелах ХІХ ст. як передмістя Лінців (нинішнього міста Іллінців). У 1823—1824 pp. тут стояв Вятський піхотний полк, яким командував декабрист Пестель.

### Радянські часи
Варварівка (до 7 червня 1946 року — Барбарівка) — село, центр сільської ради на правому березі річки Собі, за 2 км від районного центру, за 17 км від залізничної станції Липовець. Населення — 1345 чоловік. Сільраді також було підпорядковане село Борисівка.
Місцевий колгосп ім. Шевченка обробляв 1884 га землі, у т. ч. 1316 га орної. Господарство спеціалізувалося на відгодівлі молодняка великої рогатої худоби і птиці. Тут вирощували озиму пшеницю, цукрові буряки, городину. В селі споруджується цегельний завод «Міжколгоспбуду» на 9 млн штук цегли в рік.
Працювали восьмирічна школа, 2 бібліотеки, будинок культури, фельдшерський пункт. Виходила багатотиражна газета «Колгоспне життя».
Недалеко від Борисівки виявлено два поселення трипільської культури і слов'янське городище X—XI століть.
Село Варварівка ліквідоване указом від 1 грудня 1986 року Верховної ради УРСР та включено до складу міста районного значення Іллінці Вінницької області. 

## Сучасність
На території мікрорайону, знаходиться дошкільний заклад. 
Працює низка приватних підприємств.
Розвивається інфраструктура, весною 2016 року зусиллями міської громади і спонсорських асигнувань було збудовано тротуар вулицею Соборною частина якої проходить через мікрорайон. Є дитячий майданчик, парк та футбольне поле.

## Підприємства на території мікрорайону
- ВАТ Іллінцібудматеріали — цегельний завод
- СТОВ ім. Шевченка — фермерське господарство
- Іллінецьке управління газового господарства

## Основні вулиці
- Соборна — центральна вулиця є також центральною вулицею міста.
- Лялі Ратушної — по вулиці знаходиться управління газового господарства і колишній водяний млин маримонт.

## Пам'ятки
- Пам'ятник Тарасові Шевченку
- Водяний млин Маримон

## Проблеми
Поганий стан доріг. Внаслідок інтенсивного руху автотранспорту на цій ділянці дороги часті ДТП.

## Народились
- Бортник Сергій Юрійович — український геоморфолог. Професор КНУ ім. Шевченка

## Галерея

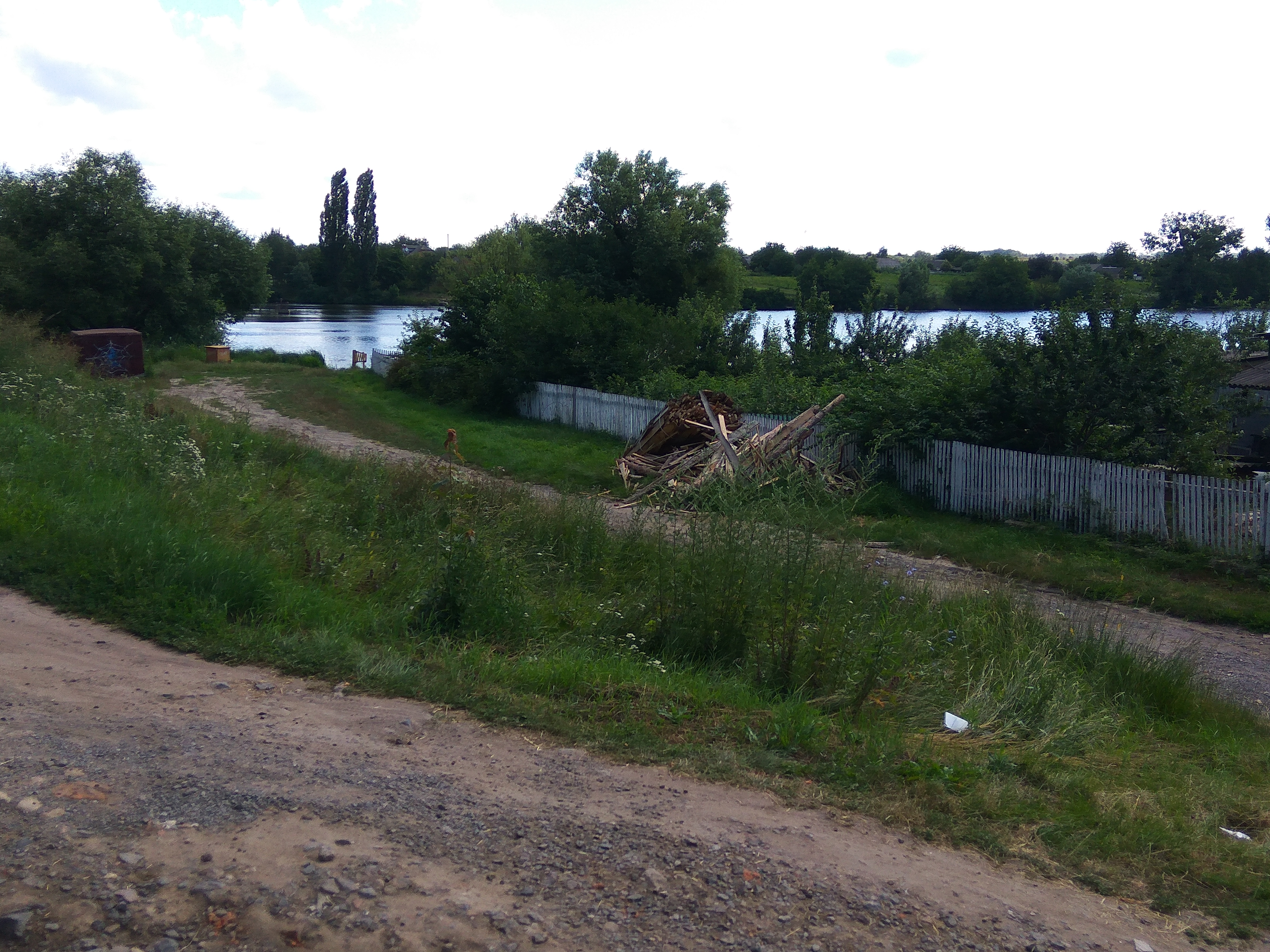
Річка у Варварівці